# 프록시마 프로젝트
《프록시마 프로젝트》(Proxima)는 2019년 개봉한 프랑스의 드라마 영화이다. 알리스 위노쿠르가 감독과 공동각본을 맡았다. 2019 토론토 영화제에서 전 세계 최초로 공개되었다.

## 출연
- 에바 그린 - 사라
- 젤리 불랑르멜 - 스텔라
- 맷 딜런 - 마이크
- 라르스 아이딩거 - 토마스
- 잔드라 휠러 - 벤디
- 알렉세이 파테예프 - 안톤